# Malîi Vîșnopil, Starokosteantîniv
Malîi Vîșnopil (în ucraineană Малий Вишнопіль) este un sat în comuna Vîșnopil din raionul Starokosteantîniv, regiunea Hmelnîțkîi, Ucraina.

## Demografie
Componența lingvistică a localității Malîi Vîșnopil
     Ucraineană (98%)
     Rusă (2%)
Conform recensământului din 2001, majoritatea populației localității Malîi Vîșnopil era vorbitoare de ucraineană (98%), existând în minoritate și vorbitori de rusă (2%).